# Joey Ryan
Joseph Ryan Meehan (nacido el 7 de noviembre de 1979), conocido por su nombre de lucha Joey Ryan, es un luchador profesional retirado estadounidense. Durante su carrera, luchó en empresas como Impact Wrestling, Lucha Underground, Pro Wrestling Guerrilla, que fundó con otros cinco luchadores y donde consiguió el PWG World Championship y PWG World Tag Team Championships, NWA Campeonato Wrestling from Hollywood. Es un anterior NWA World Tag Team Champion con Karl Anderson.

## Carrera como luchador profesional

### Formación y primeros años (2000–2006)
Meehan es el más joven de tres hermanos y él recuerda mirar WrestleMania 2, cuándo Jake Roberts utilizó su serpiente. Su luchador favorito era Hulk Hogan, Ricky Steamboat y British Bulldog. Aun así, él no miró wrestling hasta 1990, porque sus amigos de colegio eran seguidores . Cuándo WWF vino a Anaheim, un hombre les dio tickets para un espectáculo independiente. Después de mirar el espectáculo, el decidió entrenar. Meehan empezó su entrenamiento profesional como luchador en febrero del 2000 en la Empire Wrestling Federation de Jesse Hernández en San Bernardino, CA bajo el mando de Bobby Bradley. Durante este tiempo, Ryan (llamado como Joey Shadow) era parte de un stable gótico, formando equipo con compañeros de entrenamiento llamados Sid Shadow y Stitches. En 2001 pasó a la empresa independiente Ultimate Pro Wrestling en Huntington Playa, CA y más tarde a El Segundo, CA donde entrenaba bajo las órdenes de Tom Howard y Brian Kendrick a quien acredita con la mayoría de su entrenamiento. Regresó a entrenar en el Inoki Dojo en el año 2004 en Santa Mónica, CA bajo la dirección de Bryan Danielson.
Durante sus primeros años, Ryan se convirtió muy en un luchador con apariciones regulares en muchas promociones de California del sur incluidas EWF y UPW donde entrenó, así como en Revolución Pro Wrestling donde tuvo sus primeras luchas contra Super Dragón y también compitió frente a Mike Quackenbush también tuvo su primera lucha intergénero con Sara Del Rey. Su primera exposición nacional llegó cuándo fue llevado a la empresa EPIC Pro Wrestling de Gary Yap Gary Yap  donde tiene luchas contra alumbres de la Xtreme Pro Wrestling (XPW) como El Messiah, Frankie Kazarian y Brian Kendrick.
Después de entrenar en el Inoki Dojo, Ryan recibió su primera aparición televisiva de NJPW-EE. UU. Toukon Fighting Spirit. Aunque fue utilizado mayormente como talento secundario,  él fue capaz de competir en luchas contra Bryan Danielson y con CM Punk como comentarista. El 19 de mayo del 2006, compitió en el The Best of American Super Juniors, aunque perdió con Roderick Strong en la primera ronda.

### Pro Wrestling Guerrilla (2003–2015)
Joey Ryan es uno de los seis fundadores de la promoción Pro Wrestling Guerrilla. PWG se creó cuándo los fundadores se cansaron de discutir con los promotores, sintiéndose ellos con más conocimientos sobre el funcionamiento interno de la lucha libre profesional y por tanto podrían promover y bookear shows más eficazmente. Meehan dijo que entraron con expectativas bajas, nunca excediendo más que un show pero sí se obtuvo suficiente dinero, la producción de un segundo espectáculo sería el objetivo. Él empezó en PWG como parte del stable X-Fundación con Funky Billy Kim y "The Professional" Scott Lost. Ellos hicieron equipo juntos en el primer show de PWG, perdiendo frente al equipo de Adam Pearce, Hardcore Kidd, y Al Katrazz. Ryan formó parte del Bad Ass Mother 3000 tournament para determinar el primer PWG Champion. Ryan llegó hasta la final, pero perdió contra Frankie Kazarian. Ryan entonces hizo equipo con Scott Lost en el Tango & Dinero Invitational tournament por los PWG World Tag Team Titles. Llegaron hasta semifinales, pero perdieron frente a Super Dragón y American Dragon. Ryan y Lost ganaron los títulos en el siguiente show derrotando a los campeones inaugurales Homicide y B-Boy, pero cayeron en su primera defensa titular frente a Quicksilver y Chris Bosh. Ryan continuó haciendo equipo con la X-Fundación, y recuperó los títulos en pareja con Scott Lost el 19 de junio de 2004 en Rocktoberfest. Los problemas empezaron dentro de la X-Fundación, dejando una lucha de escaleras entre Joey Ryan y Scott Lost por los títulos. Scott Lost ganó y escogió a Chris Bosh como su nuevo compañero. En el evento Use Your Illusion 4, Ryan perdió una lucha de hombre de hierro de 60 minutos frente a Super Dragon.

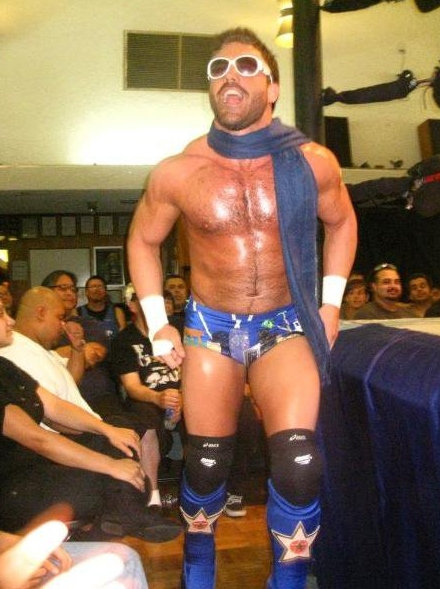
Joey Ryan en PWG

Ryan entonces tuvo una ausencia breve de PWG. Cuándo regresó, empezó a hacer equipo con Scott Lost y Chris Bosh. Luego se propuso a demostrar que él era el mejor luchador técnico. Desafió y derrotó a muchos luchadores quiénes son conocidos por tener grandes habilidades técnicas, como Alex Shelley, Claudio Castagnoli, Romero Pedregoso, y Chris Héroe. Aunque ganó las luchas, Ryan tuvo que hacer trampa y usar la ayuda de Scott Lost o Chris Bosh para ganar, ya que normalmente él sería derrotado en cada lucha. El 3 de diciembre de 2005, en Chanukah Chaos (The C's Are Silent), Joey Ryan derrotó a Kevin Steen por el PWG Championship después que Super Dragón, quién tenía una rivalidad con Steen, le aplicará a Stee dos Psycho Drives. Hizo su primera defensa titular en CZW Cage of Death 7 contra El Generico. Ryan empezó a derrotar a un gran número de luchadores utilizando una táctica poco entregada o con un golpe de suerte en su nombre. Fue alrededor de este tiempo que Ryan cambió su aspecto para parecerse a Tom Selleck de Magnum, P.I., El cual incluía un gran bigote. Incluso cambió el nombre de su finisher de Duff Drop al de Moustache Ride. Algunos de los luchadores que él ha derrotado son Chris Kanyon, Human Tornado, Chris Bosh, A.J. Styles, Emil Sitoci, Jonny Storm, Kevin Steen, Chris Sabin, Super Dragon, Necro Butcher, Frankie Kazarian, Davey Richards, y B-Boy. Ryan se convirtió en el campeón con el reinado más largo, y convirtió el título en un World title en sus defensas titulare en Europa.
Luego pasó a ser parte del stable conocido como The Dynasty, compuesto por él, Scorpio Sky, Scott Lost, y Chris Bosh. Los cuatro acabaron con los entonces PWG World Tag Team Champions Super Dragon y Davey Richards, acabando con su dominante reinado como campeones. Ryan procedería a aplicarle un Mustache Ride sobre dos mesas a Super Dragón. Después de conservar el PWG World Championship por poco más de un año, ganando normalmente debido a interferencias o jugadas sucias, Ryan perdió el título frente a Human Tornado en una Guerrilla Warfare el 13 de enero de 2007 en Based on a True Story. El 27 de enero del 2008 Ryan y Scott Lost fueron premiados con los PWG World Tag Team Championship luego de que se les fueran retirados a  Super Dragon y Davey Richards. Finalmente perdieron los títulos frente a El Generico y Kevin Steen el 21 de marzo en 1.21 Gigawatts. Durante el verano de 2009, Ryan intentó parar con el reinado de Chris Hero como PWG World Champion con el fin de conservar su récord como el campeón con el reinado más largo, pero falló en recuperar el título en dos luchas individuales, Hero rompió el récord de Ryan como el campeón con el reinado más largo el 17 de agosto de 2009. Poco después Ryan se hizo face y el 5 de septiembre, entró a la Battle of Los Angeles del 2010 derrotando a Chuck Taylor en su primera lucha de la primera ronda. La noche siguiente Ryan derrotó a Austin Aries y a Claudio Castagnoli para avanzar a la final, donde derrotó a Chris Hero para ganar la Battle of Los Angeles del 2010. Después de ganar, Ryan se bautizó a sí mismo como "La Máquina de Sumisión de Hollywood" y adoptó una maniobra de rendición, la The End Scene.Davey Richards después del torneo fue despojado del PWG World Championship, Ryan y los otros tres semifinalistas del Battle of Los Angeles, Brandon Gatson, Chris Hero y Claudio Castagnoli, fueron colocados en una lucha four-way para determinar un nuevo campeón. El 9 de octubre de 2010, en The Curse of Guerrilla Island, Ryan falló en su intento de recuperar el PWG World Championship, cuándo fue derrotado por Claudio Castagnoli. Ryan recibió una lucha uno contra uno por el Campeonato Mundial el 9 de abril de 2011, pero fue derrotado de nuevo por Castagnoli. Después de un tiempo, Ryan empezó a hacer equipo regularmente con Scorpio Sky y el 20 de agosto, derrotaron a RockNES Monsters (Johnny Goodtime y Johnny Yuma) para convertirse en los aspirantes número uno a los PWG World Tag Team titles. El 10 de septiembre, Ryan y Sky fallaron en conseguir los campeonatos frente a The Young Bucks (Matt y Nick Jackson). Después de firmar un contrato con Total Nonstop Acción Wrestling (TNA), Ryan tuvo su lucha de despedida de PWG el 1 de diciembre de 2012, donde fue derrotado por Scorpio Sky.

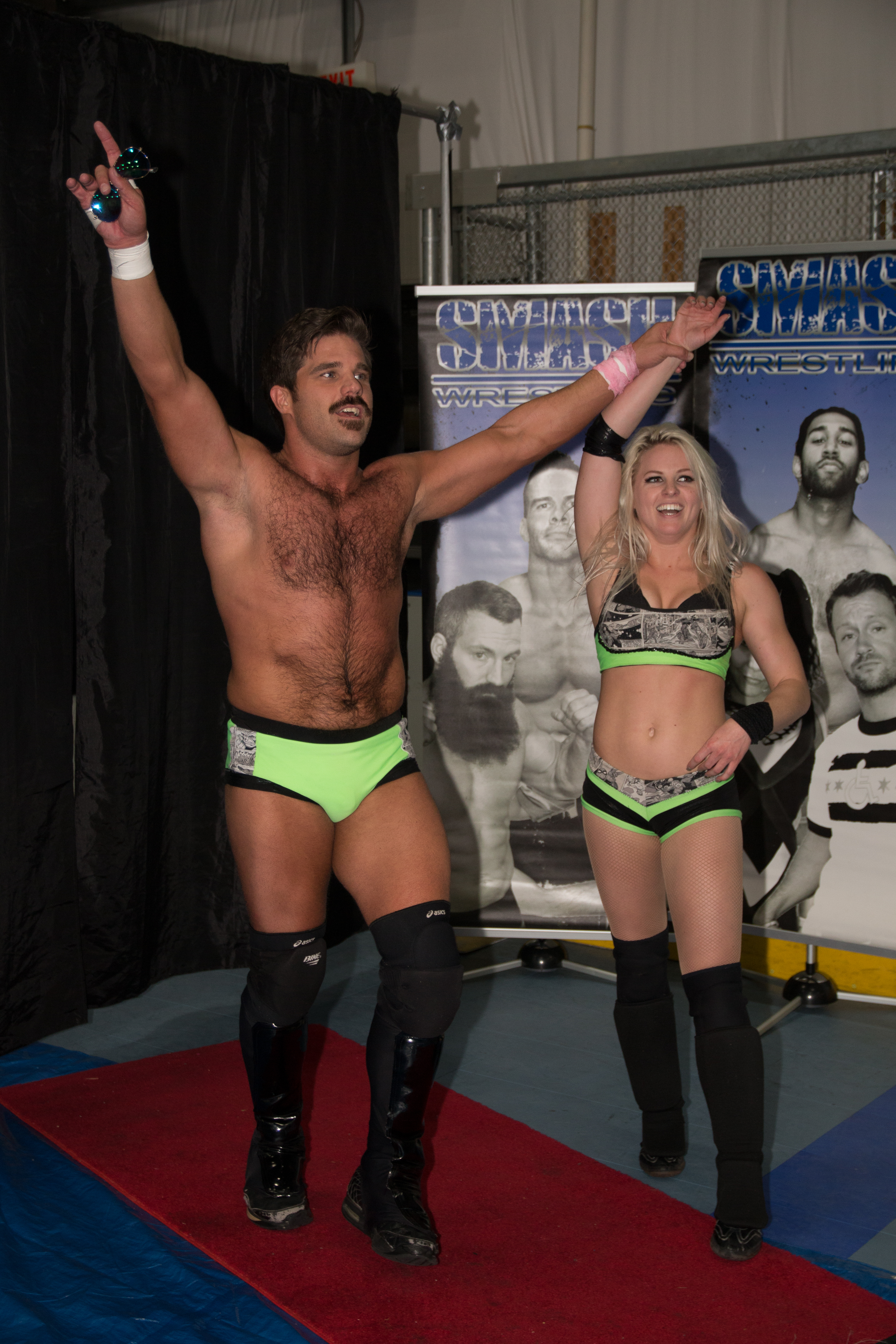
Ryan & Candice LeRae en noviembre de 2014

Luego de su liberación de TNA, Ryan regresó a PWG en el evento aniversario por los 10 años de la misma el 9 de agosto de 2013, haciendo equipo con Peter Avalon y Ryan Taylor, donde fueron derrotados por B-Boy, Candice LeRae y Willie Mack. El 30 de agosto, Ryan entró en la Battle of Los Angeles 2013, pero fue eliminado del torneo en la primera ronda por Drake Younger. El día siguiente, Ryan formó el stable The Best Friends con Chuck Taylor y Trent? los tres vencieron a B-Boy, Tommaso Ciampa y Willie Mack. Ryan también formó equipo con Candice LeRae, lo que condujo a desafiar a The Young Bucks por los PWG World Tag Team titles dos veces, las dos sin éxito el 19 de octubre. El 27 de julio de 2014, Ryan y LeRae derrotado The Young Bucks en una Guerrilla Warfare match para convertirse en los nuevos PWG World Tag Team Champions. Perdieron los títulos frente a Monster Mafia (Ethan Page y Josh Alexander) el 22 de mayo de 2015, en la ronda de apertura del 2015 DDT4.

### World Wrestling Entertainment / WWE (2005, 2011, 2013)
Ryan ha aparecido en varias luchas como talento de apoyo para la World Wrestling Entertainment (WWE), compitiendo contra Rosey, Sylvan, The Gymini, Mark Henry, John Morrison, Super Crazy y dos veces contra el Big Show. El 14 de agosto de 2011, Ryan hizo una aparición en SummerSlam, haciéndose pasar por un fan durante la lucha entre Mark Henry y Sheamus. Dos días más tarde, Ryan luchó en el dark match de las grabaciones de SmackDown en Bakersfield, California, perdiendo ante Bo Rotundo.

### Nacional Wrestling Alliance (2006–2012)
En 2006, Ryan empezó a trabajar regularmente para la marca de NWA del propietario David Márquez, haciendo equipo con Karl Anderson para formar The Real American Heroes. Ryan y Anderson entraron en el torneo Copa de Lucha de la NWA en Las Vega, Nevada representando a América y logrando llegar a la final antes de perder con el equipo de México Los Luchas, quienes empezaron un feudo entre los dos equipos que llegó a durar casi dos años. La lucha de regreso en Las Vega en el evento Fiesta Lucha fue una Flag Match. The Real American Heroes y Los Luchas afrontaron luchas como: luchas en celdas, lucha de primer hombre en sangrar y en más eventos alrededor de Phoenix, Arizona, Hammond, Indiana, Kissimmee, Florida y por todas partes Texas y California. En ocasiones, The Real American Heroes iniciaban disturbios cerca a las multitudes, más notablemente en Las Vega, NV y en Houston, TX. El 7 de julio de 2007, Ryan y Anderson derrotaron los equipos de Billy Kidman y Sean Waltman y Sicodelico Jr. e Incongnito para convertirse en los primeros post TNA-era NWA World Tag Team Champions. Después de varios intentos, Los Luchas capturaron los títulos de Ryan y Anderson el 10 de febrero de 2008 en Las Vegas. Poco después de perder los títulos, Anderson empezó a trabajar exclusivamente para NJPW y Ryan siguió como luchador solitario en la NWA. Tuvo múltiples oportunidades por el NWA World Heavyweight Championship enfrentándose a luchadores como Blue Demon, Jr., Adam Pearce y Colt Cabana sólo para perder más rápido cada vez. En 2010, fue parte del lanzamiento del NWA Championship Wrestling from Hollywood y en donde tuvo luchas contra TJ Perkins y Scorpio Sky. A comienzos de 2011, tomó el control del booking para los programas de TV sólo duró hasta agosto cuando él tomó un descanso y posteriormente dejó la compañía. Regresó a la compañía a finales de 2011. En 2012, Ryan aparentemente se incorporó a la división en parejas de la NWA formando alianza con Johnny Goodtime.

### Wrestling Society X (2006–2007)
Wrestling Sociedad X (WSX) era un pequeño show de lucha profesional basada en series de televisión producida en 2006 por Big Vision Entertainment. La serie televisiva semanal anteriormente transmitida en MTV, MTV2, MTV Tr3s, y sobre otra docena de MTV's alrededor del mundo. WSXtra, un programa extra que presenta luchas y entrevistas no transmitidas en televisión de la WSX, estaba disponible en el sitio web de MTV y en Video on Demand. Ryan estuvo en un equipo con Disco Machine y juntos  formaron That 70's Team. El dúo instantáneamente se convirtió en los favoritos de los fanes. Ryan es más conocido por su aplicación de aceite para bebé en el cuerpo, uso de su inhalador y por bajar su atuendo de ring al y reemplazarlo por una tanga en medio del ring durante el show. El equipo se formó en el episodio 2 para enfrentar al equipo de Dragon Gate (Masato Yoshino y Genki Horiguchi), en el episodio 3 contra D.I.F.H. (Jimmy Jacobs y Tyler Black), en el episodio 4 contra Ruckus y Babi Slymm, en el episodio 6 en contra D.I.F.H. (Jimmy Jacobs y Tyler Black), en el episodio 8 contra Trailer Park Boys (Nate Webb y Josh Raymond) y Quicksilver & Matt Classic y en el episodio 9 en contra D.I.F.H. (Jimmy Jacobs y Tyler Black).

### Ring of Honor (2009–2010)
Ryan apareció el 8 de abril de 2009 en un video promocional de ROH. Él entonces apareció el 21 de abril de 2009, reclamando que él había deseado venir a ROH. El 29 de abril de 2009 apareció en ROH diciendo Boston y Edison se tendrían que preparar para su "cita con una super estrella de rock" y que él "violaría" a ROH. Ryan hizo su debut oficial como parte de The Embassy el 9 de mayo, haciendo equipo con Jimmy Rave y Claudio Castagnoli para derrotar a Brent Albright, Colt Cabana y Erick Stevens. Hizo su primera aparición en la televisión para Ring of Honor el 18 de septiembre, perdiendo ante Cabana. Ryan iría a derrotar a Roderick Fuerte en su segunda lucha en ROH en HDNet, con ayuda de Prince Nana. Luego sostuvo un feudo con Colt Cabana y en varias ocasiones uniéndose a su compañero de The Embassy Claudio Castagnoli para enfrentar a Brent Albright. Ryan finalmente empezaría una rivalidad con Necro Butcher incluyendo una lucha sin descalificación el 6 de noviembre de 2009. Durante su rivalidad con Necro Butcher, Erick Stevens se convertiría en heel y se uniría a The Embassy, Ryan y Stevens serían frecuentemente presentados como equipo en luchas por equipos. El dúo de Ryan y Stevens enfrentó equipos como The Briscoe Brothers y Player Uno y Player Dos pero sus luchas más productivas fueron contra el equipo de Necro Butcher y Eddie Kingston incluyendo una lucha callejera en el octavo show de aniversario el 13 de febrero de 2010.

### Otras promociones (2008–presente)

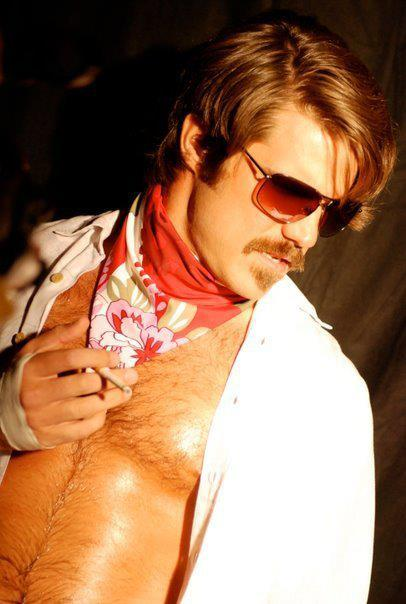
Ryan en 2009

Joey Ryan es un veterano con bastante recorrido en la escena independiente y junto con aquellos mencionados anteriormente, también ha hecho múltiples apariciones para promociones como Revolución Pro Wrestling (Rev Pro), All Pro Wrestling (APW), Combat Zone Wrestling (CZW), Independent Wrestling Association Mid-South (IWA-MS), Chikara, Anarchy Championship Wrestling (ACW), Xtreme Pro Wrestling (XPW), Full Impact Pro (FIP), Mach One Wrestling (M1W), Internacional Wrestling Cartel (IWC), Juggalo Campeonato Wrestling (JCW), Pro Wrestling Bushido y más. En 2008, Joey Ryan se convirtió en instructor Ultimate University de Rick Bassman, la escuela de lucha de Ultimate Pro Wrestling (UPW). Ryan fue contratado como entrenador asistente en la serie de televisión de country music television Hulk Hogan's Celebrity Championship Wrestling. En 2009, se convirtió en entrenador en Mach One Wrestling. Ryan también se convirtió en un elemento básico para Lucha Va Voom, un espectáculo híbrido de lucha variada, parodias de baile y comedia basada en Los Ángeles. Además de sus espectáculos regulares en Los Ángeles, él ha recorrido el país con la compañía incluyendo lugares como Chicago, Nueva York, Boston, Baltimore, Seattle entre otras paradas. Ryan interpreta una variación de su personaje "Magnum" pero usa "Escape (The Piña Colada Song) de Rupert Holmes" como su música de entrada y fuma cigarrillos durante sus luchas y aplica aceite de bebé en su cuerpo antes de competir. En 2011, Ryan fue presentado como entrenador en RuPaul's Drag Race en el segundo episodeo de la cuarta temporada. En octubre de 2011, Meehan participó en la primera temporada de grabaciones de Wrestling Retribution Project (WRP), donde actuó como Chase Walker, con la actriz Trish LaFache como su ayudante de cámara. Meehan viajó a India a finales del 2011 y comienzos del 2012 para participar en Ring Ka King, el cual fue creado por Jeff Jarrett y respaldado por Total Nonstop Action Wrestling, donde Dave Lagana (trabajando en conjunto para CWFH y ROH) trabajaba. En la promoción se le conoció como Joey Hollywood, a menudo trabajando en equipo con Tony Broadway. El 28 de julio de 2012, Ryan participó en Vendetta Pro Wrestling que se realizó en Lompoc, California, participando en el evento principal por el vacante Vendetta Pro Heavyweight Title, perdiendo ante Chavo Guerrero, Jr.. El 7 de diciembre de 2012, perdió el campeonato peso pesado de EWF frente a Brandon Gaston.
El 21 de julio de 2013, Ryan regresó a Championship Wrestling from Hollywood (ahora, fuera de NWA) como el CWFH International Television Championship (también MAV Television Championship). El 3 de noviembre de 2013, Ryan derrotó a DrakeYounger para retener el título. Ryan perdió el título contra Ryan Taylor el 11 de mayo de 2014. Aun así, él recuperó el título en Red Carpet Rumble el 15 de junio de 2014. El 14 de junio de 2014 en House of Hardcore 6, Ryan venció a Tommaso Ciampa.
El 21 de junio de 2015 Ryan viajó a Australia donde compitió en un torneo de 8 hombres para Queensland Wrestling Alliance para coronar al QWA Global Champion qué Ryan ganó.
El 19 de septiembre de 2015, Ryan hizo su debut en Japón para la promoción DDT Pro-Wrestling, derrotando a Tomomitsu Matsunaga. Durante su visita a DDT, Ryan participó en un segmento de comedia, donde él utilizó su pene para dominar a Danshoku Dino. El vídeo del segmento se hizo viral y llevó a Ryan a aparecer en las revistas New York Daily News, Rolling Stone y Vice, y al mismo tiempo consiguiendole un acuerdo de patrocinio con YouPorn Sports. Ryan regresó a DDT en mayo del 2016, ganando el cómico Ironman Heavymetalweight Championship, el cual luego realizó una gira extendida por Estados Unidos, perdiendo y ganándolo varias veces en los siguientes meses. Cuándo Ryan regresó a Japón en agosto del 2016, él era 22 veces Ironman Heavymetalweight Champion. Desde entonces ha ganado el título varias veces, incluyendo una vez el 20 de marzo del 2017, durante el evento 20 aniversario de DDT. En marzo del 2017, Ryan trajo el título de nuevo a los Estados Unidos para un tour durante el fin de semana de WrestleMania 33.

### Total Nonstop Action Wrestling / Impact Wrestling (2012–2013, 2019–2020)
Después de Ring Ka King, su amigo Dave Lagana le presentó a Al Snow y Bruce Prichard, quién decidió utilizarlo en el Gut Check (un programa de prueba utilizado para reclutar nuevos talentos en TNA). El 24 de mayo de 2012, Ryan hizo una aparición en Total Nonstop Action Wrestling (TNA) en el programa televisivo Impact Wrestling, perdiendo ante Austin Aries en un reto del Gut Check. La semana siguiente, los jueces del Gut Check decidieron no contratar a Ryan. Antes de la lucha, Hulk Hogan y Eric Bischoff le dijeron que les agradaba y que lo querían utilizar en un futuro. Tenía papel de heel y en la promo insultó a Taz, quién estuvo enojado por su actitud. Ryan regresó a TNA el 28 de junio en un episodio de Impact Wrestling, interrumpiendo la evaluación del Gut Check de Taeler Hendrix, antes de ser escoltado fuera de la arena. El 2 de julio en la edición de Vendetta Pro Wrestling "Vendetta Pro Radio", Ryan era un anfitrión invitado, cuándo fue afrontado al aire por el juez del Gut Check Taz. Ryan hizo su siguiente aparición el 26 de julio, golpeando al juez Al Snow duranto otra lucha del Gut Check Challenge. Ryan volvió a aparecer el 30 de agosto en un episodio de Impact Wrestling, confrontando a Al Snow con un megáfono y echandole una bebida en la cara, antes de ser expulsado del edificio. Ryan y Snow tuvieron otra confrontación la semana siguiente, la cual acabó con Al Snow abofeteando a Ryan. El 4 de octubre en el episodio de Impact Wrestling, Ryan se encontró con Al Snow en el ring y recibió una disculpa por la bofetada, antes de firmar lo que él pensó que era un contrato de TNA. Snow entonces reveló que Ryan había firmado un contrato para una lucha entre los dos en Bound for Glory.
El 14 de octubre en Bound for Glory, Ryan venció a Snow, después de la interferencia de Matt Morgan, para ganar un contrato con TNA. El 25 de octubre en el episodio de Impact Wrestling, Ryan y Morgan entraron al ring, después de que Rob Van Dam defendiera exitosamente el TNA X Division Championship contra Zema Ion, con Morgan golpeandolo con la Carbon Footprint, después de lo cual Ryan posó con el título. La semana siguiente, Ryan derrotó a RVD en una lucha no titular con ayuda de Morgan. El 11 de noviembre en Turning Poing, Ryan desafió sin éxito a RVD por el X Division Championship. El 9 de diciembre en Final Resolution, Ryan y Morgan desafiaron sin éxito a Chavo Guerrero, Jr. Y Hernandez por los TNA World Tag Team Championship, después de perder ante ellos vía descalificación. Ryan y Morgan desafiaron a Gurrero y Hernandez otra vez el 13 de enero del 2013, en Genesis, pero otra vez no lograron conseguir los títulos. Después de no ser vistos por varias semanas, Ryan regresó el 10 de marzo en Lockdown, perdiendo ante Joseph Park en una lucha individual. El 2 de junio del 2013, Ryan fue liberado de su contrato, junto con otros talentos de TNA incluidos Crimson, Madison Rayne y Christian York.
El 21 de octubre de 2019, Ryan volvió a firmar con la compañía después de aparecer en el combate Bound for Gold gauntlet en  Bound for Glory.
Se presume que Ryan fue liberado de la compañía luego de acusaciones de agresión sexual.

### Lucha Underground (2015–2019)
El 14 de diciembre de 2015 fue anunciado que Ryan había firmado con Lucha Underground y aparecería en la segunda temporada. Su personaje fue presentado como un agente de policía encubierto de Los Ángeles, y el nuevo compañero del agente encubierto Cortez Castro. Él perdió su lucha de debut el 17 de febrero del 2016 en el episodio de Lucha Underground contra Cage. El 25 de mayo en el episodio de Lucha Underground, Ryan derrotó a Mascarita Sagrada. Durante la tercera temporada, Ryan se alió con Dario Cuerto, revelándole que Castro es un policía. Empezaron una rivalidad, acabando en una lucha policial con un medallón azteca en juego.
El 26 de marzo de 2019, Ryan fue liberado de Lucha Underground debido por la demanda.

## Vida personal
Meehan apareció en el vídeo musical de la canción The Mountain Goats, "La Leyenda de Chavo Guerrero" en 2015.
En febrero de 2016, Meehan se comprometió con su novia, y compañera de lucha Laura James, después de proponersele durante una lucha intergenero para Finest City Wrestling en San Diego. La pareja se casó el 17 de noviembre de 2016. Meehan and James separated in October 2018, before filing for divorce in June 2019. Meehan también tiene asma.

### Demanda contra Lucha Underground
El 6 de febrero de 2019, fue reportado que Joey Ryan, Ivelisse Vélez, Thunder Rosa y El Hijo del Fantasma (King Cuerno) habían demandado colectivamente a las compañías Rey Network y Baba-G, compañías que producen Lucha Underground. Los demandantes reclamaban que sus contratos no eran legales bajo las leyes de California, restringiendo de manera injusta la habilidad de realizar su trabajo como luchadores. El 28 de marzo de 2019 fue reportado que la demanda fue resuelta, liberando a los luchadores de sus contratos con Lucha Underground.

### Alegaciones de abuso sexual
En junio de 2020, al menos 17 mujeres acusaron a Meehan de abuso y acoso sexual. Tras publicarse algunas de las acusaciones iniciales, Meehan publicó un mensaje en su cuenta de Twitter pidiendo perdón por invadir el espacio personal de las personas. Más mujeres hicieron públicas alegaciones tras este mensaje. Los luchadores Joey Janela y Ryan Nemeth, quienes hubiesen trabajado junto a Meehan para Bar Wrestling, hablaron en contra de Meehan.
Bootleg Theater, el lugar donde se realizaban los shows de Bar Wrestling, terminó su relación con la compañía debido a las alegaciones. Comentarios realizados a la página web SoCal Uncensored indican que la compañía ha cesado operaciones. El 23 de junio de 2020, Impact Wrestling anunció el despido de Meehan como resultado de las alegaciones. También fue eliminado en la edición de todos los episodios de "Being the Elite".
Meehan denegó casi todas las acusaciones hechas contra él en un vídeo de una hora publicado el 18 de julio de 2020, mostrando conversaciones con las mujeres que realizaron las acusaciones. Según Meehan en el vídeo, estas conversaciones son pruebas que refutan las declaraciones hechas por las mujeres.
El 24 de septiembre, Meehan demandó a tres de las mujeres que lo acusaron por difamación, en el cual el exluchador destacó que ha perdido hasta 20,000 dólares por mes. La demanda incluye la pérdida de seguidores en redes sociales, pérdida de beneficios en varios proyectos, productos (como camisetas), espectáculos de lucha libre y otras fuentes de beneficio. La demanda también requiere que las declaraciones sean retiradas o borradas. También demandó en octubre a Impact Wrestling por presuntamente incumplir el contrato por despedirlo tras las alegaciones. Meehan ganó la demanda contra una de las acusadoras el 20 de enero de 2021. En febrero del mismo año, el juez retiró la demanda contra tres acusadoras.  Meehan ha retirado varias demandas y ha destacado que solo continuará la demanda contra Impact.
El 8 de marzo de 2021, Meehan comentó a la página web Socal Uncensored que llevaba yendo ocho meses a reuniones de "Adictos al sexo y el amor Anónimos", tanto en persona como en línea, intentando resolver sus problemas.

## Filmografía
| Año  | Título | Función      | Notas      |
| ---- | ------ | ------------ | ---------- |
| 2017 | GLOW   | Mr. Monopoly | Episodio 1 |

## En Lucha
- Movimientos finales

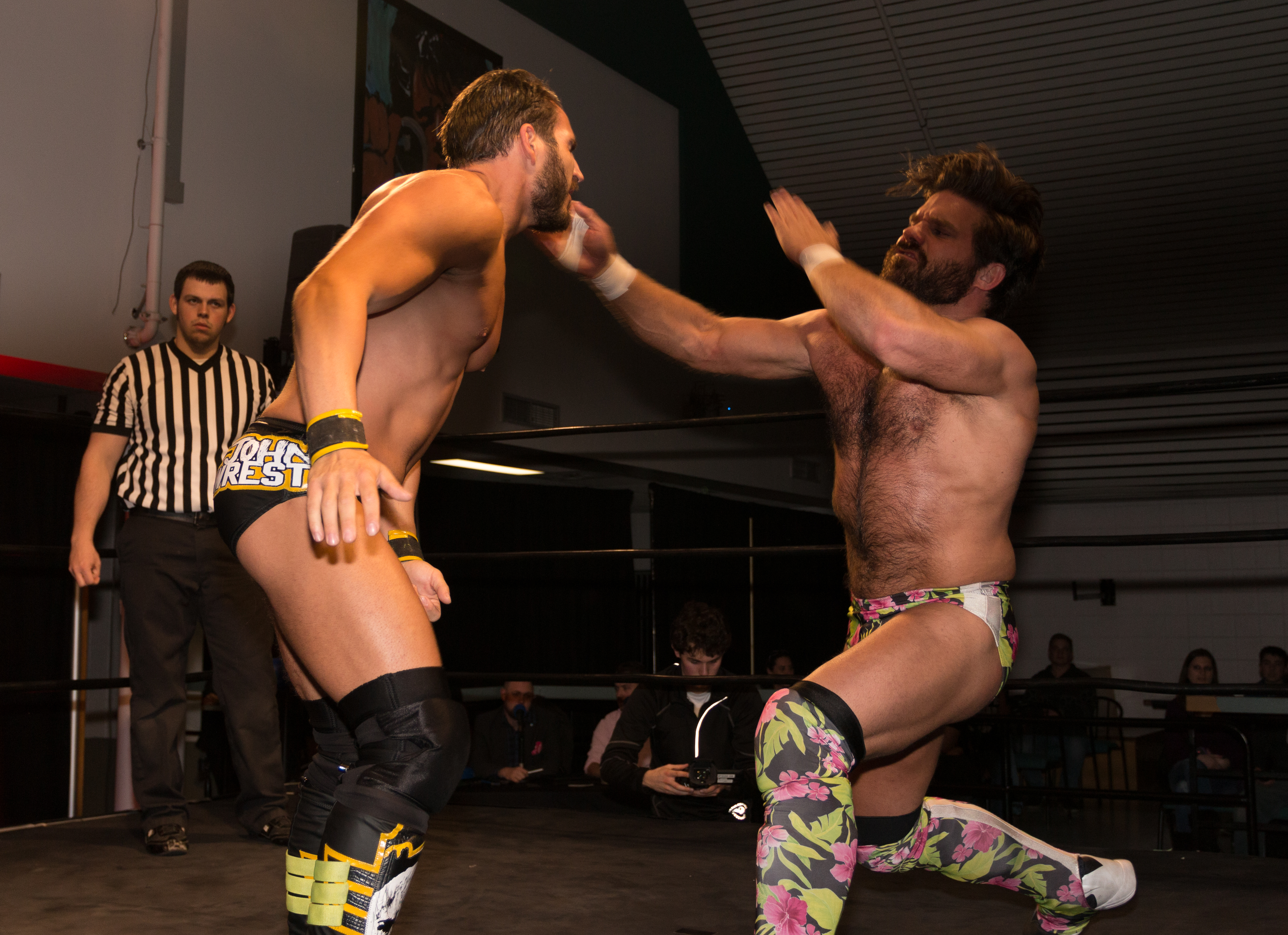
Ryan (derecha) golpeando a Johnny Gargano

  - End Scene (Kimura con bodyscissors)[113][114] - 2010-2020
  - Mustache Ride / Duff Drop (Super neckbreaker slam) - 2000-2020
  - Nuff Said (Crossface chickenwing) - 2000-2020
  - Pedigree (Doble underhook facebuster) - 2000-2001
  - That '70s Kick (circuito Independiente) / Super '70s Superkick (WSX) (Side kick, después de poner una paleta o chupetin en la boca del rival)[115] - 2001-2020
- Movimientos de firma
  - Dropkick[116]
  - Folding powerbomb[117]
  - Lariat
  - Múltiples variaciones de suplex
    - Boob-plex (Suplex|Brast-grope german suplex#Brast-grope german)
    - German
    - Northern lights
    - Pumphandle
    - Youporn Plex (Crothc flip, con burlas) – 2015–2020

  - Side slam
  - Spear
- Con Scott Lost
  - Movimientos finales como equipo
    - Extinction Agenda (Backbreaker hold (Ryan) / Diving elbow drop (Lost) combination)[118]
    - Ryan throws an opponent off the top turnbuckle to Lost, who performs a mid-air cutter[119]

  - Movimientos de firma como equipo
    - Reverse thrown inverted Death Valley driver (Lost) into a sitout facebuster (Ryan)
    - Doble superkick
- Apodos
  - "The Technical Wizard"
  - "Magnum"
  - "The Hollywood Submission Machine"[120]
  - "Trending"[121]
  - "King of Dong Style"
- Temas de entrada
  - "Come On" by Dale Oliver[122] (TNA)
  - "Escape (The Piña Colada Song)" by Rupert Holmes (circuito independiente)
  - "L's Theme" (Lのテーマ, Eru no Tēma) by Yoshihisa Hirano and Hideki Taniuchi (Championship Wrestling From Hollywood; usado como miembro de Vermin)
  - "Soulful Strut" by Stephn Sechi (All In)

## Campeonatos y logros
- Alternative Wrestling Show
  - AWS Tag Team Championship (2 veces) con Scott Lost[123]
- Attack! Pro Wrestling
  - Attack! 24/7 Championship (1 vez)[124]
- California Wrestling Alliance
  - CWA Tag Team Championship (1 vez) con Scott Lost
- Championship Wrestling from Hollywood
  - CWFH Internacional/MAV Television Championship (2 veces)
  - CWFH Hearitage Tag Team Championship (1 vez) con Ryan Taylor[125]
- Compound Pro Wrestling
  - ComPro Oklahoma X Division Championship (1 vez)[126]
- DDT Pro-Wrestling
  - Ironman Heavymetalweight Championship (44 veces)
- Dreamwave Wrestling
  - Dreamwave Tag Team Championship (1 vez) con Candice LeRae
- Empire Wrestling Federation
  - EWF Heavyweight Championship (1 vez)
  - Great Goliath Battle Royal (2012)
- Fighting Spirit Pro Wrestling
  - FSP Tag Team Championship (1 vez) con Candice LeRae
- FIST Combat
  - FIST Championship (2 veces)[127]
- Insane Wrestling League
  - IWL Anarchy Championship (1 vez)[128]
- Nacional Wrestling Alianza
  - NWA World Tag Team Championship (NWA World Tag Team Championship) con Karl Anderson
- Pacific Coast Wrestling
  - PCW Heavyweight Championship (1 vez)
  - PCW MAXimum Championship (1 vez)
  - PCW Tag Team Championship (1 vez) con Scott Lost
- Pro Wrestling Magic
  - PWM Dark Arts Championship (1 vez)[129]
- Pro Wrestling Revolver
  - PRW Scramble Championship (1 vez)
- Paragon Pro Wrestling
  - PPW Heavyweight Championship (1 vez)[130]
- Pro Wrestling Bushido
  - PWB Television Championship (1 vez)[131]
  - Warrior's Way Tournament (2011)
- Pro Wrestling Guerrilla
  - PWG World Championship (1 vez)[132]
  - PWG World Tag Team Championship (4 veces) con Scott Lost (3) y Candice LeRae (1)[133]
  - Battle of Los Angeles (2010)
- Pro Wrestling Illustrated
  - En la posición #138 del ranking PWI de los 500 mejores luchadores individuales en el PWI 500 en 2013[134]
- SoCalUncensored.com
  - Equipo del año del sur de California (2002) con Scott Lost
  - Luca del año del sur de California (2004) vs. Super Dragon, 23 de octubre del 2004[135]
  - Luchador del año del sur de California (2006)[136]
- Queensland Wrestling Alliance
  - QWA Global Championship (1 vez)[137]
- West Coast Wrestling Company
  - ACW Open World Heavyweight Championship (1 vez)
- West Coast Wrestling Connection
  - WCWC Legacy Championship (1 vez)[138][139]
- World Class Wrestling Alliance
  - World Class Wrestling Alliance (1 vez)
  - WCWA Tag Team Championship (1 vez) con Scott Lost[140]
- World Power Wrestling
  - WPW Cruiserweight Championship (1 vez)
  - WPW Hardcore Championship (1 vez)
  - WPW Tag Team Championship (1 vez) con Scott Lost.
- World Series Wrestling
  - WSW Tag Team Championship (1 vez) con Concrete Davidson
- WrestleCircus
  - WC Sideshow Championship(4 veces)[141]